# Winfried Schäfer
Winfried Schäfer (Mayen, Alemania, 10 de enero de 1950) es un exfutbolista y entrenador de fútbol alemán. Actualmente dirige a la selección de Ghana. Anteriormente dirigió a las selecciones de Camerún, Tailandia y Jamaica.

## Trayectoria como entrenador

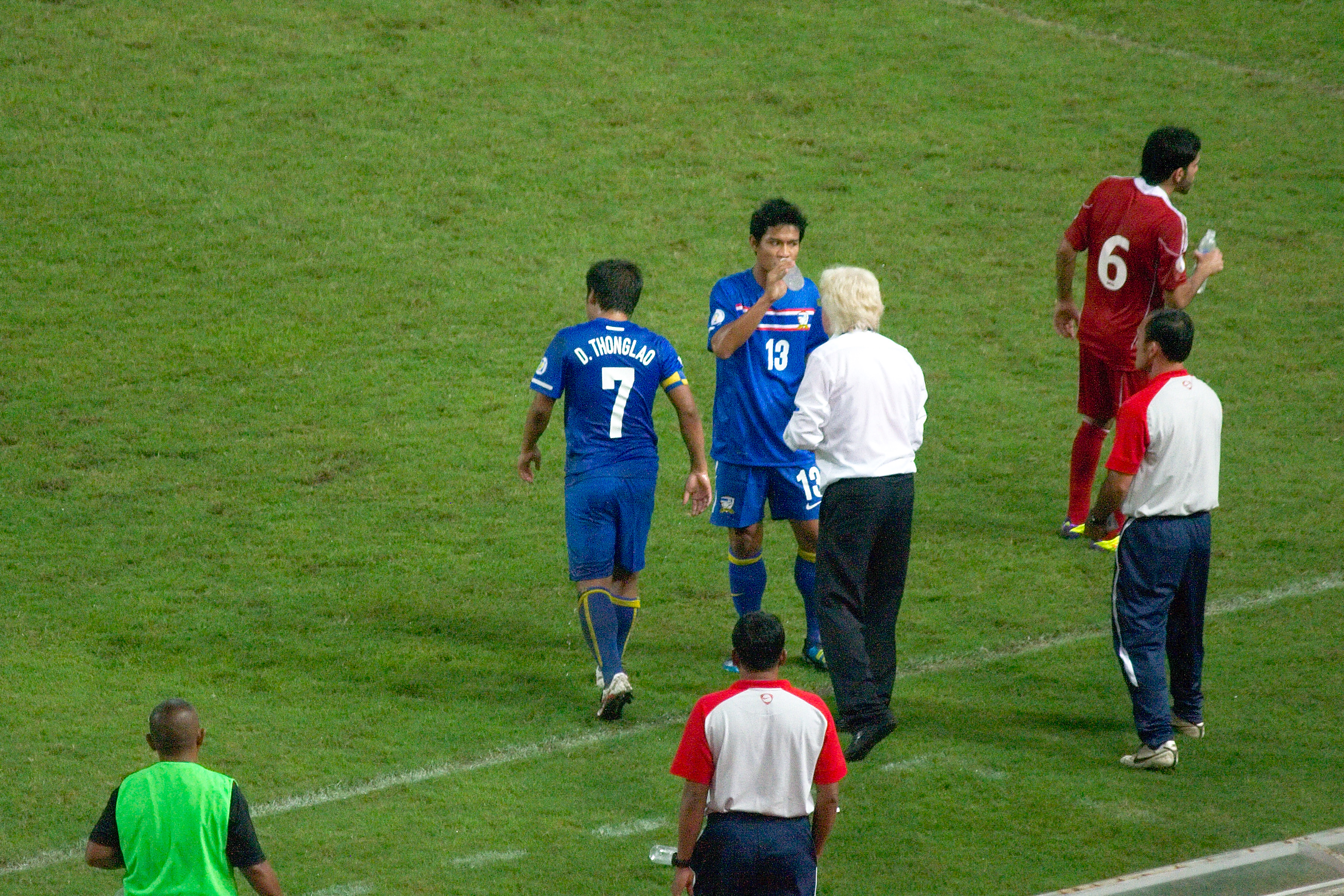
Schäfer durante el partido de clasificación de tercera ronda para la Copa del Mundo 2014

Como director técnico, dirigió al Karlsruher SC para las semifinales de la Copa de la UEFA en la temporada 1993-94. Schäfer participó en la Copa Africana de Naciones en el 2002 con la selección de Camerún donde vencieron 1:0 RD Congo Costa de Marfil y Egipto y en la semifinal 3:0 a Mali donde se enfrentaron a Senegal la final terminó empatada 0:0 donde ganaron (3:2) en la definición por penales. También dirigió en el Mundial de Corea-Japón donde los resultados fueron 1:0 con Arabia Saudita 1:1 con Irlanda y 0:1 con Alemania de ese mismo año. Fue subcampeón de la Copa Confederaciones 2003 perdiendo ante el local Francia en la final (0-1 t.s.).
En 2006 ganó la Liga Árabe del Golfo (Emiratos Árabes Unidos) con Al-Ahli Football Club. Trabajó de 2007 a 2009 para la UAE League al lado de Al-Ain FC. El 10 de junio de 2010 Schäfer firmó un contrato de dos años con FK Baku. El 18 de enero de 2011 puso fin a su contrato. En junio del 2011, Schäfer fue contratado como entrenador de la selección de Tailandia por tres años.
El 18 de julio de 2013 fue nombrado seleccionador de Jamaica en reemplazo de Theodore Whitmore a falta de cuatro jornadas para el final de la eliminatoria de Concacaf rumbo al Mundial 2014.
En la Copa de Oro de 2015 realizada en Estados Unidos, los Jamaiquinos fueron integrados al Grupo B. En su primer duelo empataron 2-2 contra el combinado de Costa Rica, luego vencieron en el minuto 90 al combinado de Canadá y logró vencer 1-0 a El Salvador quedando líder del grupo con 7 puntos.
En cuartos de final vence por 1-0 a la selección de Haití clasificándose por segunda vez a semifinales de la Copa, en semifinales jugada en Atlanta, Jamaica logra sorprender venciendo por 2-1 a los locales Estados Unidos, clasificándose por primera vez a la final y primera de un equipo del Caribe.
En la final jugada en Filadelfia, Jamaica sería derrotada por 3-1 ante la Selección Mexicana.

## Clubes

### Como jugador
| Club                     | País     | Año         |
| ------------------------ | -------- | ----------- |
| Borussia Mönchengladbach | Alemania | 1968 - 1970 |
| Kickers Offenbach        | Alemania | 1970 - 1975 |
| Karlsruher SC            | Alemania | 1975 - 1977 |
| Borussia Mönchengladbach | Alemania | 1977 - 1985 |

### Como entrenador
| Club                        | País                   | Año         |
| --------------------------- | ---------------------- | ----------- |
| Borussia Mönchengladbach II | Alemania               | 1982 - 1985 |
| Karlsruher SC               | Alemania               | 1986 - 1998 |
| VfB Stuttgart               | Alemania               | 1998        |
| Tennis Borussia Berlin      | Alemania               | 1998 - 2001 |
| Selección de Camerún        | Camerún                | 2001 - 2004 |
| Shabab Al-Ahli              | Emiratos Árabes Unidos | 2005- 2007  |
| Al-Ain                      | Emiratos Árabes Unidos | 2007- 2009  |
| FK Baku                     | Azerbaiyán             | 2010 - 2011 |
| Selección de Tailandia      | Tailandia              | 2011 - 2013 |
| Muangthong United           | Tailandia              | 2013        |
| Selección de Jamaica        | Jamaica                | 2013 - 2016 |
| Esteghlal FC                | Irán                   | 2017 - 2019 |
| Baniyas                     | Emiratos Árabes Unidos | 2019 - 2020 |
| Al-Khor                     | Catar                  | 2021        |
| Selección de Ghana          | Ghana                  | 2025 - act. |

## Palmarés

### Como jugador

#### Campeonatos nacionales
| Título           | Club                     | País     | Año     |
| ---------------- | ------------------------ | -------- | ------- |
| Bundesliga       | Borussia Mönchengladbach | Alemania | 1969-70 |
| Copa de Alemania | Kickers Offenbach        | Alemania | 1969-70 |
| Copa de la UEFA  | Borussia Mönchengladbach | Alemania | 1978-79 |

### Como entrenador

#### Campeonatos nacionales
| Título          | Club           | País                   | Año     |
| --------------- | -------------- | ---------------------- | ------- |
| UAE Pro League  | Shabab Al-Ahli | Emiratos Árabes Unidos | 2005-06 |
| Copa Presidente | Al-Ain         | Emiratos Árabes Unidos | 2008-09 |
| Copa de Liga    | Al-Ain         | Emiratos Árabes Unidos | 2008-09 |
| Supercopa       | Al-Ain         | Emiratos Árabes Unidos | 2009    |
| Copa Hazfi      | Esteghlal      | Irán                   | 2017-18 |

#### Campeonatos internacionales
| Título                    | Club                 | País     | Año  |
| ------------------------- | -------------------- | -------- | ---- |
| Copa Intertoto de la UEFA | Karlsruher SC        | Alemania | 1996 |
| Copa Africana de Naciones | Selección de Camerún | Camerún  | 2002 |
| Copa del Caribe           | Selección de Jamaica | Jamaica  | 2014 |